# Jasminisis
Jasminisis is een geslacht van neteldieren uit de klasse van de Anthozoa (bloemdieren).

## Soorten
- Jasminisis candelabra Alderslade, 1998
- Jasminisis cavatica Alderslade, 1998
- Jasminisis deceptrix Alderslade, 1998
- Jasminisis zebra Alderslade, 1998